# Natela Dzalamidze
Natela Dzalamidze (in georgiano ნათელა ძალამიძე?, in russo Натела Георгиевна Дзаламидзе?, Natela Georgievna Dzalamidze; Mosca, 27 febbraio 1993) è una tennista georgiana con cittadinanza russa.

## Statistiche WTA

### Doppio

#### Vittorie (3)
| Legenda              |
| -------------------- |
| Grande Slam (0)      |
| Ori Olimpici (0)     |
| WTA Finals (0)       |
| WTA Elite Trophy (0) |
| Dal 2021             |
| WTA 1000 (0)         |
| WTA 500 (0)          |
| WTA 250 (3)          |

| N. | Data             | Torneo                        | Superficie  | Compagna          | Avversarie in finale              | Punteggio         |
| 1. | 7 agosto 2021    | Winners Open, Cluj-Napoca     | Terra rossa | Kaja Juvan        | Katarzyna Piter Mayar Sherif      | 6-3, 6-4          |
| 2. | 12 novembre 2021 | Austria Ladies Linz, Linz     | Cemento (i) | Kamilla Rachimova | Wang Xinyu Zheng Saisai           | 6-4, 6-2          |
| 3. | 12 febbraio 2023 | Austria Ladies Linz, Linz (2) | Cemento (i) | Viktória Kužmová  | Anna-Lena Friedsam Nadiia Kičenok | 4-6, 7-5, [12-10] |

#### Sconfitte (4)
| Legenda               | Legenda      |
| --------------------- | ------------ |
| Grande Slam (0)       |              |
| Argenti Olimpici (0)  |              |
| WTA Finals (0)        |              |
| WTA Elite Trophy (0)  |              |
| Dal 2009 al 2020      | Dal 2021     |
| Premier Mandatory (0) | WTA 1000 (0) |
| Premier 5 (0)         | WTA 1000 (0) |
| Premier (0)           | WTA 500 (0)  |
| International (1)     | WTA 250 (3)  |

| N. | Data              | Torneo                       | Superficie  | Compagna          | Avversarie in finale                | Punteggio           |
| 1. | 15 ottobre 2017   | Austria Ladies Linz, Linz    | Cemento (i) | Xenia Knoll       | Kiki Bertens Johanna Larsson        | 6-3, 3-6, [4-10]    |
| 2. | 25 luglio 2021    | Palermo Ladies Open, Palermo | Terra rossa | Kamilla Rachimova | Erin Routliffe Kimberley Zimmermann | 6(5)-7, 6-4, [4-10] |
| 3. | 24 aprile 2022    | Istanbul Cup, Istanbul       | Terra rossa | Kamilla Rachimova | Marie Bouzková Sara Sorribes Tormo  | 3-6, 4-6            |
| 4. | 18 settembre 2022 | Chennai Open, Chennai        | Cemento     | Anna Blinkova     | Gabriela Dabrowski Luisa Stefani    | 1-6, 2-6            |

## Circuito WTA 125

### Doppio

#### Vittorie (3)
| N. | Data             | Torneo                     | Superficie    | Compagna             | Avversarie in finale             | Punteggio        |
| 1. | 20 novembre 2016 | Taipei Ladies Open, Taipei | Sintetico (i) | Veronika Kudermetova | Chang Kai-chen Chuang Chia-jung  | 4-6, 6-3, [10-5] |
| 2. | 4 novembre 2018  | Mumbai Open, Mumbai        | Cemento       | Veronika Kudermetova | Bibiane Schoofs Barbora Štefková | 6-4, 7-6(4)      |
| 3. | 23 ottobre 2022  | Open de Rouen, Rouen       | Cemento (i)   | Kamilla Rachimova    | Misaki Doi Oksana Kalašnikova    | 6-2, 7-5         |

#### Sconfitte (1)
| N. | Data             | Torneo                     | Superficie    | Compagna       | Avversarie in finale       | Punteggio              |
| 1. | 18 novembre 2018 | Taipei Ladies Open, Taipei | Sintetico (i) | Ol'ga Dorošina | Ankita Raina Karman Thandi | 3-6, 7-5, [12-12] rit. |